# Ice Cream Man
El vendedor de helados es una película de comedia y terror de 1995 producida y dirigida por Paul Norman, quien dirige películas pornográficas bajo el seudónimo de Norman Apstein. Es el primer y único intento de Norman en el cine no pornográfico. Escrita por Sven Davison y David Dobkin (que más tarde escribirá y dirigirá las películas Wedding Crashers y Fred Claus), fue protagonizada por Clint Howard. La película, que se estima costó $ 2 millones, desapareció rápidamente después de su lanzamiento, pero en los últimos años ha desarrollado un seguimiento de culto entre quienes la ven como una comedia involuntaria. Fue lanzada en DVD en el 2004.

## Argumento
En un prólogo en blanco y negro se ve cómo un muchacho presencia el asesinato de un vendedor de helados en una pequeña ciudad. Años más tarde el muchacho, llamado Gregory Tutor (Clint Howard), vuelve a la ciudad para convertirse en vendedor de helados tras pasar años internado en un hospital mental. Mata a algunas personas (y a un perro) mientras hace su trabajo como vendedor, lo que despierta sospechas tanto entre los niños como en la policía.

## Reparto
- Clint Howard como Gregory Tudor.
- Justin Isfeld como Johnny Spodak.
- Anndi McAfee como Heather Langley.
- JoJo Adams como Tuna Cassera.
- Mikey LeBeau como Small Paul.
- Sandahl Bergman como Marion Cassera.
- Andrea Evans como Wanda.
- Steve Garvey como Mr. Spodak
- Olivia Hussey como la enfermera Wharton.
- Doug Llewelyn como Store Manager.
- Lee Majors II como el detective Maldwyn.
- David Naughton como Martin Cassera.
- David Warner como el reverendo Langley
- Jan-Michael Vincent como el detective Gifford